# Edith Anna Ellis
Edith Anna Ellis (Varna, 1 de marzo de 1868 – 31 de julio de 1940) fue una activista por los derechos de las mujeres, escritora, política y campesina estadounidense. Se presentó como candidata en unas elecciones con el lema "Insisto en que ningún hombre ocupe un puesto que una mujer pueda ocupar", una cita del War Industries Board, además de con otros lemas de guerra contextualizados para apoyar a las mujeres en política. 

## Trayectoria
Edith Anna Ellis nació el 1 de marzo de 1868, en Varna, Nueva York (estado), cerca del área de "Ellis Hollow" de Dryden que lleva el nombre de su familia. Se licenció en Letras en la Universidad Cornell en 1890, y después trabajó en la Biblioteca de la Universidad de Cornell. 

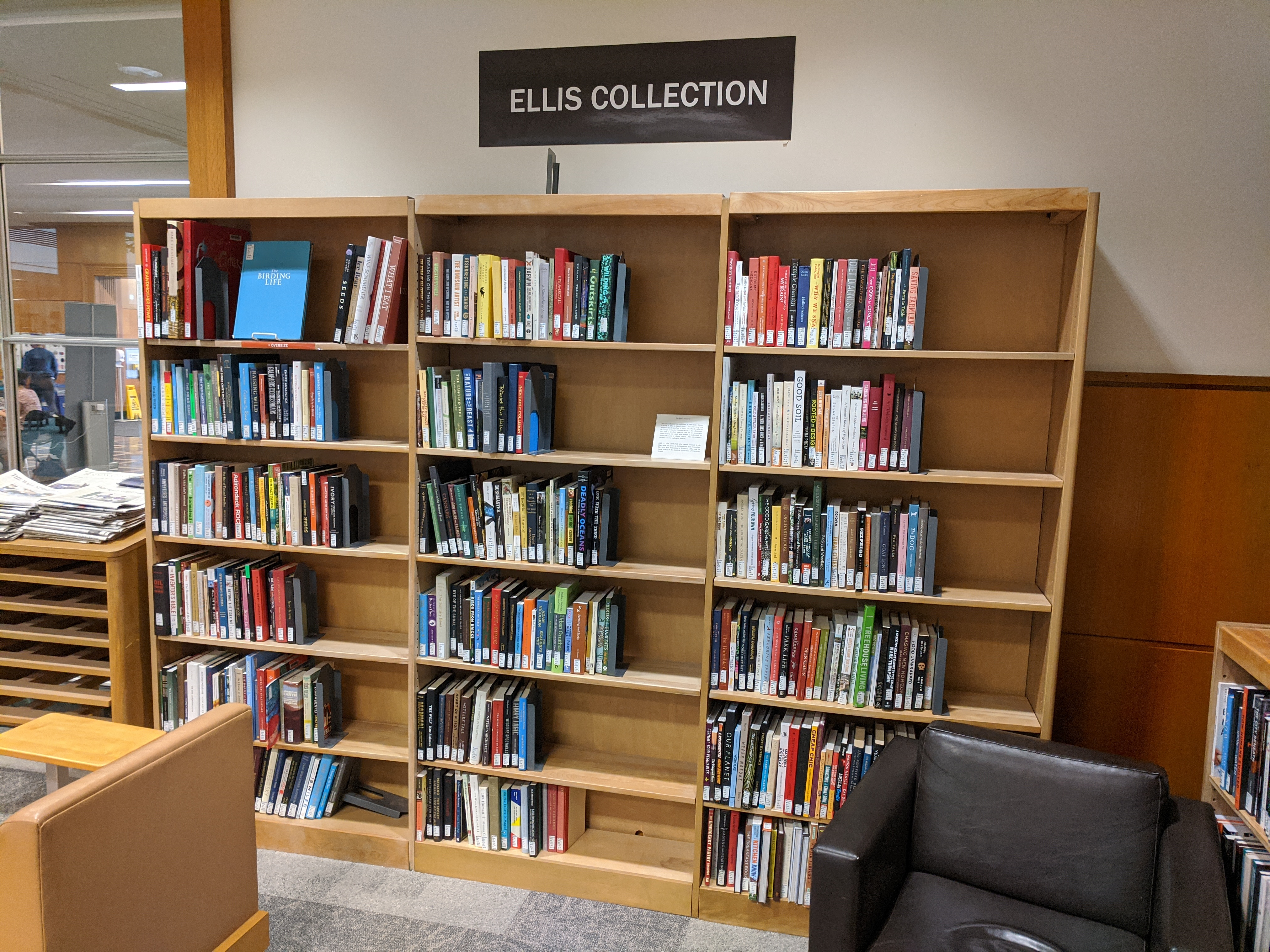
Colección de libros Ellis en la Biblioteca Mann, Universidad de Cornell

En 1918 se convirtió en la primera mujer en presentarse como candidata para un cargo político en el condado de Tompkins cuando se postuló para secretaria del condado, poco tiempo después de que las mujeres fueran expulsadas del mismo en el estado de Nueva York. Ellis afirmó que el gobierno debería ser entregado a las mujeres porque los hombres debían luchar en la Primera Guerra Mundial, liberando, por tanto, a los políticos para que pudieran ir al frente y ocupando sus puestos en el gobierno las mujeres.
Ellis perdió las elecciones de 1918, pero se convirtió en delegada de la Convención de Estado del Partido Demócrata de 1918 en Saratoga Springs, Nueva York. Permaneció activa en el partido demócrata el resto de su vida, sirviendo en el Comité Demócrata del Estado de Nueva York.
Ellis también formó parte de los clubes de mujeres del estado de Nueva York y apoyó el sufragio femenino, además de escribir para periódicos y revistas.
Ellis dotó al Colegio de Agricultura del Estado de Nueva York de "un fondo para leer asuntos de interés cultural general", que en la actualidad financia la colección de libros Ellis, destinada a fomentar la lectura sobre la agricultura y la ciencia natural desde un punto de vista del ocio y el desarrollo personal, y no tanto con intención meramente formativa. La colección se encuentra cerca de la entrada de la Biblioteca Mann en el campus de la Universidad de Cornell.
Ellis murió el 31 de julio de 1940 y fue enterrada en el cementerio de Lake View en Ithaca (Nueva York). En el momento de su muerte, era la única mujer nombrada como presidenta del partido en su distrito de la Asamblea Estatal de Nueva York.